# Органічні мінерали
Відповідно до сучасної номенклатури мінералів, затвердженої ММА, як мінерали розглядаються деякі з природних солеподібних органічних сполук (оксалати, мелати, ацетати та ін), що об'єднуються в клас органічні речовини.
При цьому в загальній систематиці мінералів високомолекулярні органічні утворення типу деревних смол і бітумів, що у більшості випадків не відповідають вимогам кристалічності і однорідності, до числа мінералів не входять.
Такі біогенні мінеральні утворення, як перли, озокерит, бурштин, копал та ін., за історично сформованою, але давно застарілою традицією називати «органічні мінерали». Вони хоча і є природними хімічними речовинами, але не є індивідуалізованими хімічними сполуками зі строго визначеною формулою і позбавлені кристалічної структури. Вони не можуть бути охарактеризовані з кристалохімічного погляду. Віднесення до цього розділу природних органічних продуктів вимагає вдумливого та відповідального підходу.
Такі природні органічні продукти, як смоли і бітуми, належать або до гірських порід (антрацит, шунгіт та ін), або до викопних смол (бурштин, копал), або до природних вуглеводнів групи нафти (озокерит, бітуми), або до біогенних утворень, що містять у своєму складі той чи інший мінерал (наприклад, перли і перламутр, в будові яких бере участь мінерал арагоніт).

## Мінерали класуорганічні речовини
- Абелсоніт
- Дашковаїт Mg(HCOO)2•2H2O
- Формікаїт Ca(HCOO)2
- Степановіт
- Евенкіт
- Гоґаніт — єдиний на сьогодні відомий мінерал — природний ацетат (другий з відомих мінералів-ацетатів - кальклацит має антропогенне походження)

## Природні органічні продукти, які не є мінералами
- Амоліт
- Перли
- Копал
- Озокерит («гірський віск»)
- Вугілля
- Шунгіт
- Бурштин